# NK Rogaška
Nogometni klub Rogaška slovenski je nogometni klub iz Rogaške Slatine. Trenutačno se natječe u 1. SNL. Klub je osnovan 1999. kao nasljednik NK Steklar, kluba iz Rogaške Slatine koji je prestao postojati nekoliko mjeseci ranije.

## Uspjesi
- Slovenski nogometni kup

Osvajač: 2023./24.
- 2. SNL

Prvak: 2022./23.
- 3. SNL – Istok

Prvak: 2020./21.
- Štajerska liga

Prvak: 2015./16.
- Međuopćinska liga Celje

Prvak: 2013./14.